# Philip Grierson
Philip Grierson (Dublino, 15 novembre 1910 – Cambridge, 15 gennaio 2006) è stato un numismatico e storico britannico.
Grierson è stato componente della British Academy, professore emerito di numismatica all'università di Cambridge e fellow del Gonville and Caius College per oltre settanta anni.
Durante la sua lunga ed estremamente prolifica carriera accademica, ha contribuito a costruire la più rappresentativa collezione di monete medievali, ha pubblicato moltissimi scritti su questo argomento, è riuscito a suscitare una forte attenzione della comunità degli storici e ha occupato ruoli importanti come curatore e docente a Cambridge, Bruxelles e Washington.

## Primi studi
Grierson nacque a Dublino da Philip Henry Grierson (1859–1952) e Roberta Ellen Jane Grierson (1875–1970). Ebbe una sorella, Janet Grierson. Suo padre era un land surveyor, uno specialista nelle misurazioni terriere e membro della Irish Land Commission che, dopo aver perso il suo lavoro nel 1906, gestì una piccola proprietà terriera a Clondalkin, vicino a Dublino. Qui si guadagnò una buona reputazione per il suo acume finanziario e fu nominato nei consigli di amministrazione di diverse compagnie. Il padre di Grierson raccolse anche un'importante collezione di lumache d'acqua dolce, che ora si trova all'Ulster Museum di Belfast.
Grierson studiò al Marlborough College, dove si specializzò in scienze naturali. Di conseguenza fu ammesso a studiare medicina al Gonville and Caius College di Cambridge nel 1929. Quasi immediatamente si diresse verso gli studi storici e rimase ad approfondire questo campo per tutto il resto della sua vita. Tuttavia i suoi interessi giovanili nelle scienze gli lasciarono una base di conoscenze nei metodi e nei principi della metallurgia, matematica, statistica e altro ancora, che gli furono utili negli anni successivi.

## Attività nel college
I risultati scolastici di Grierson furono eccezionali. Si laureò con il massimo dei voti (double first). Iniziò gli studi superiori nel 1932 avendo come oggetto l'impero carolingio e le sue prime pubblicazioni furono sulla storia ecclesiastica del primo Medioevo.
Dopo essere stato nominato fellow nel 1934, non vide la necessità di conseguire il PhD, e ricevette solo un PhD onorario dall'università nel 1971. Grierson passò per una serie di importanti cariche nel college: fu bibliotecario del college negli anni 1944–1969, e President (secondo come importanza al Master) negli anni 1966–1976. Rimase un membro attivo del corpo docente fino alla fine e fu presente alle cerimonie per il master fino a poco prima della sua morte.
Gli incarichi didattici di Grierson sono tutti all'interno della facoltà di storia, che lo nominò professore assistente nel 1938 e professore nel 1945. Divenne incaricato in numismatica nel 1959, e professore di numismatica nel 1971. Grierson è stato prima collaboratore e poi responsabile dell'insegnamento della introduzione generale alla storia europea, percorrendo la storia dell'Europa continentale dal quinto al quindicesimo secolo. Nel tempo è stato anche direttore della Royal Historical Society (1945-1955).
Nel 1958 gli fu conferita la medaglia della Royal Numismatic Society. 
Fu presidente della Royal Numismatic Society dal 1961 al 1966, ha tenuto delle Ford Lectures a Oxford (1956-1957), è stato membro della Society of Antiquaries of London dal 1949 e membro della British Academy dal 1958.

## Collezione di monete
Solo per caso l'attenzione di Grierson fu attratta dalla numismatica. Una visita alla casa della famiglia per Natale nel 1944 o poco dopo lo fece entrare in possesso di un bronzo bizantino proveniente da un cassetto della scrivania del padre. In seguito fu identificata come una coniazione emessa a nome dell'imperatore Foca, che ispirò a Grierson una visita al negozio di Spink's a Londra. Qui espresse la sua intenzione di non diventare una serio collezionista e che desiderava solo comprare £5 di monete che sarebbero servire come materiale illustrativo per le sue lezioni.
Queste buone intenzioni non furono mantenute e alla fine dell'anno successivo aveva 1.500 monete e 3.500 alla fine del 1946. La sua collezione arrivò a 20.000 esemplari per un valore di diversi milioni di sterline. Viene considerata la collezione più rappresentativa per l'Europa medievale nel mondo. Anche se è stata conservata per molti anni al Fitzwilliam Museum, la sua collezione passò nella proprietà del museo solo con la sua morte ed è tuttora intestata a suo nome.
Grierson non fu mai particolarmente benestante e costruì la sua collezione impiegando la maggior parte della sua modesta eredità e i due terzi delle sue entrate accademiche annuali nell'acquisto di monete. Fu d'aiuto il fatto che iniziò a collezionare monete in un momento fortunato, quando i venditori di monete di Londra erano sommersi dal materiale proveniente dall'enorme collezione di Lord Grantley. Le condizioni belliche e dell'immediato dopoguerra fecero sì che queste monete fossero disponibili a una frazione del loro prezzo pre-bellico e del corrispondente valore attuale, contemporaneamente a pesanti restrizioni nell'attività degli acquirenti stranieri. Grierson fu un compratore attento, ma era disposto anche a spendere somme notevoli per monete particolari come il suo famoso ed eccezionale denier di Carlo Magno. I successivi avanzamenti nella carriera aiutarono ulteriormente la sua collezione.
Nel 1982 Grierson riuscì a ottenere finanziamenti per un progetto volto alla pubblicazione della sua oramai rimarchevole collezione: il ‘'Medieval European Coinage'’ che fu inizialmente previsto composto da dodici volumi ognuno con le descrizione delle monete e un ampio testo sulla monetazione delle diverse parti dell'Europa medievale. Il primo volume fu pubblicato nel 1986 ed esamina la monetazione di tutta l'Europa occidentale fino al X secolo. A tuttora costituisce il catalogo standard e lo studio di riferimento del periodo.

## Fitzwilliam Museum
Il crescente interesse di Grierson nella numismatica lo portò presto a contatto con la sala delle monete del Fitzwilliam Museum, e fu nominato conservatore onorario del Department of Coins and Medals al Fitzwilliam Museum nel 1949, e svolse le funzioni di syndic del museo fino al 1958. Sotto la sua influenza, il dipartimento di monete e medaglie del Fitzwilliam divenne uno dei dipartimenti di ricerca del museo più attivi e produttivi. Il dipartimento ospita ora una sala intitolata al suo nome, che ospita la sua collezione. Lui era un ospite quasi quotidiano della sala delle monete, aggiungendo nuovi esemplari alla sua collezione e incontrando i visitatori, fino a poco prima della sua morte. L'attuale conservatore delle monete e medaglie, Mark Blackburn, giunse la prima volta nel dipartimento nel 1982 all'interno del progetto Medieval European Coinage, un progetto che ha l'obbiettivo di pubblicare, sulla base della sempre crescente collezione di Grierson, una base di riferimenti per numismatici, archeologi e storici medievali.

## Dumbarton Oaks e Bruxelles
La carriera accademica di Grierson si dilatò oltre Cambridge quando, nel 1947, fu invitato a ricoprire una cattedra vacante di numismatica all'Université Libre de Bruxelles, che mantenne fino al suo ritiro nel 1981. Grierson passò ogni anno parte delle sue vacanze di Pasqua e Natale a Bruxelles, oltre ad altre visite meno regolari. Per molti anni l'interesse di Grierson aveva compreso i Paesi Bassi medievali e aveva molti amici in Belgio, tra cui il noto studioso di storia carolingia François-Louis Ganshof.
Il lavoro negli Stati Uniti ebbe inizio nel 1953, quando Grierson divenne uno degli istruttori all'annuale scuola estiva della American Numismatic Society. L'anno successivo ritornò e nel 1955 fu invitato e diventare curatore onorario al Dumbarton Oaks, il centro di studi storici che si trova a Washington DC e che è sotto il controllo della Harvard University. La sua idea era di usare le considerevoli risorse del centro per costruire la migliore collezione mondiale di monete bizantine e pubblicarla, obiettivo che, al momento che lasciò l'incarico nel 1997, era riuscito a portare a termine (nonostante una volta avesse fatto cadere un contenitore di monete d'oro nel vano di un ascensore). Il Catalogue of Byzantine Coins in the Dumbarton Oaks Collection and in the Whittemore Collection rimane il lavoro standard di riferimento per la monetazione bizantina. Nel periodo massimo della sua produttività di studioso Grierson passava ogni anno a Cambridge per Michaelmas (la festività di San Michele, del 29 settembre), quaresima, Natale e Pasqua a Bruxelles e i due mesi di vacanze estive a Washington e alla Cornell University.

## Vita personale
Nonostante la sua prodigiosa quantità di pubblicazioni e i pesanti incarichi accademici, Grierson era estremamente socievole. Si trasferì al St Michael's Court negli anni 1930, e occupò sempre lo stesso gruppo di stanze che si affacciavano su Market Square a Cambridge dopo un interludio durante la seconda guerra mondiale, quando le stanze furono usate dal Ministero dell'Agricoltura, Pesca e Cibo.  Queste stanze furono sempre uno dei centri dell'attività del college, costantemente piene di visitatori.  Anche se non si sposò mai, Grierson ebbe un gran numero di amici a Cambridge e ovunque e ospitava dei party all'inizio di ogni anno.
Quando non era impegnato nei suoi studi, il maggior interesse di Grierson era il cinema. Le serate con gli amici negli ultimi anni iniziavano spesso con una pizza (sia da Pizza Express in Jesus Lane o, d'estate, da "Don Pasquale" in Market Square) e finivano con la visione di un film nelle sue stanze. Quando era studente fu il segretario dell'associazione cinematografica dell'università e fu un frequentatore così abituale del cinema che negli anni 1930 un giornale locale commentò l'apertura dell'ottava sale a Cambridge affermando che ‘Mr Grierson di Caius ha ora la possibilità di visitare una differente sala cinematografica ogni giorno, e due la domenica’. Con l'avvento dei video, cominciò a costruire una collezione di film nelle sue stanze, che arrivò a 2.000 titoli su nastro e DVD. La maggior parte avevano allegate le prime impressioni scritte a caldo da Grierson subito dopo la prima visione.  I gusti letterari e cinematografici di Grierson furono sempre rivolti verso i film d'azione, fantascienza e horror.
Sia da studente che da giovane docente Grierson ebbe un grande interesse e ammirazione per l'Unione Sovietica, che lo portò a passare un'estate a fare un giro turistico nel 1932.  In seguito pubblicò una bibliografia della letteratura sovietica fino al 1942, che aggiornò annualmente fino al 1950. L'avversione di Grierson per i regimi fascisti si manifestò con il rifiuto di visitare la Spagna durante il regime di Franco e in una visita della Germania nazista nel 1938 per aiutare il rilascio di due accademici ebrei. Questi erano il padre e il suocero di David Daube, un amico di Grierson che in seguito fu regius professor di diritto civile a Oxford.  Dopo essere stati assaliti durante la Kristallnacht (9 novembre 1938 – 10 novembre 1938) erano stati inviati al campo di concentramento di Dachau.  Una volta che Grierson e alcuni suoi amici furono avvisati della situazione da Daube agirono molto rapidamente, ottenendo un visto per visitare la Germania il 14 novembre e i documenti per il rilascio, con un visto britannico, dei parenti di Daube, inviati loro da un membro del parlamento direttamente alla Cambridge university.  Dopo essere volati Francoforte il 18 novembre, Grierson ottenne il rilascio dei parenti di Daube il 20 e il 26 novembre, dopo di che tornarono insieme in Inghilterra.
Le esperienze di Grierson in tempo di guerra furono relativamente pacifiche.  Debole di viste e con i postumi di una malattia prese in infanzia, non fu dichiarato abile al servizio militare, e nonostante fosse stato inizialmente coinvolto, non fu accettato dal programma Ultra, indirizzato a interpretare i messaggi tedeschi, che era ospitato a Bletchley Park, perché il suo tedesco non era sufficientemente forte.  Invece rimase a Cambridge, nella ridotta facoltà di storia.
Per tutta la vita Grierson rimase sempre attivo e relativamente sano. Giocò regolarmente a squash fino all'età di 80 anni, e amava raccontare le storie di come aveva scalato l'Etna in Sicilia durante l'eruzione del 1949. Gli piacevano le sfide fisiche, come quando nei primi anni trenta tornò a piedi a casa da Londra - una distanza di circa 44 miglia - e arrivò in tempo per l'ora di pranzo. La sera che aveva il giuramento come ricercatore al Gonville and Caius College nel 1935, coincideva con un'importante festa familiare a Dublino che si svolgeva la sera successiva. Grierson non si fece dissuadere e si accordò con un amico di farsi portare in volo da Cambridge a Rugby, dopo aver lasciato la cena appena possibile. A Rugby prese il treno postale per Holyhead, e con un traghetto preso la mattina successiva riuscì ad arrivare a Dublino giusto in tempo per la festa. Grierson imparò come autodidatta a volare negli anni 1920 ma non imparò mai a guidare l'automobile.

## Pubblicazioni scelte
- Medieval European Coinage, vol. 14: Italy (3). South Italy, Sicily, Sardinia (Cambridge, 1998) [con Lucia Travaini]
- Coins of Medieval Europe (Londra, 1991)
- Medieval European Coinage, vol. 1: the Early Middle Ages (5th–10th Centuries) (Cambridge, 1986) [con M. A. S. Blackburn]
- Byzantine Coinage (Londra e Berkeley, CA, 1982)
- Bibliographie numismatique, 2ª ed. (Bruxelles, 1979)
- Dark Age Numismatics: Selected Studies (Londra, 1979) [raccolta di lavori]
- Later Medieval Numismatics (11th–16th centuries) (Londra, 1979) [raccolta di lavori]
- Monnaies du Moyen Âge (Friburgo, 1976)
- Numismatics (Oxford, 1975)
- Catalogue of the Byzantine coins in the Dumbarton Oaks Collection and in the Whittemore Collection, 9 volumi (Washington DC, 1966–99) [con A. R. Bellinger et al.]
- Books on Soviet Russia 1917–42: a Bibliography and a Guide to Reading, Londra, 1943

In italiano:
- Tarì, follari e denari: la numismatica medievale nell'Italia meridionale a cura di Giuseppe Libero Mangieri, Salerno, Elea press, 1991
- Introduzione alla numismatica, Roma: Jouvence, 1984
- Scritti storici e numismatici, a cura di Ermanno A. Arslan e Lucia Travaini, Spoleto, 2001